# عادل‌شاه
عادل‌شاه افشار یا علی‌شاه افشار، با نام اصلی علی‌قُلی‌خان، برادرزاده نادرشاه افشار و دومین پادشاه حکومت افشاریان ایران بود، که در ۲۴ سالگی به قدرت رسید و تنها به مدت یک سال پادشاهی کرد. علی‌قلی‌خان تمام فرزندان نادر که در اسارت وی بودند، از جمله رضاقلی میرزا و نصرالله میرزا، و حتی کودک چهار ساله نادر به نام محمود خان، به همراه تمامی زنانش را به قتل رساند. تنها شاهرخ میرزا، نوه نادر و فرزند رضاقلی میرزا، که در آن زمان ۱۴ ساله بود را مخفیانه زنده نگاه داشت ولی خبر قتل او را منتشر کرد؛ تا اگر مردم ایران حاضر به قبول پادشاهی او نشدند، به وسیله شاهرخ، که از دودمان صفویه و افشار بود سلطنت را در دست داشته باشد و خود زمام امور را به دست بگیرد.
او در ۲۷ جمادی‌الثانی ۱۱۶۰ هجری در مشهد بر تخت سلطنت نشست و از آن پس القاب «علی‌شاه» و «عادل‌شاه» را برای خود برگزید و توانست به مدت یک سال حکومت کند. عادل‌شاه بر قلمرویی بسیار کوچک‌تر از قلمرو نادرشاه حکومت کرد. حکومت او تنها در شرق ایران برقرار شد و سپس تلاش کرد تا بر غرب ایران نیز تسلط یابد اما موفق به این کار نشد و به‌زودی توسط برادرش ابراهیم‌شاه افشار که حکومت خود را در غرب ایران مستقر کرده بود و خود را شاه معرفی کرده بود خلع شد.

## پیشینه و خانواده
از زندگی علی‌قلی‌خان پیش از جانشینی او اطلاع چندانی در دست نیست. او پسر ارشد ابراهیم‌خان ظهیرالدوله افشار، برادر نادرشاه بود، که در مراسم تاج‌گذاری نادر شرکت کرد و در آن‌جا از جمله شخصیت هایی بود که در کنار نادر حضور داشت.
در سال ۱۷۳۷ امارت مشهد به علی‌قلی‌خان داده شد و همچنین با کتایون، دختر تیموراز دوم، پادشاه گرجستان، و در سال ۱۷۴۰ با دختری از ابوالفیض‌خان، حاکم خانات بخارا، ازدواج کرد.
او از ۱۷۴۳ تا ۱۷۴۷ فرماندهی سپاهیان نادر علیه ایزدیان در کردستان، قره‌قالپاق‌ها و ازبکان خوارزم و سیستان را برعهده داشت. سپس با عمویش نادر، به‌خاطر تصمیم وی مبنی بر گرفتن صد هزار تومان و بدگمانی نادر نسبت به او به مشکل خورد. برای همین در آوریل ۱۷۴۷، علی‌قلی‌خان به همراه شورشیان سیستان، هرات را اشغال کرد و کردها را به شورش واداشت. نادر هنگام لشکرکشی علیه شورشیان، توسط گروهی از افسران خود به قتل رسید.
در کتاب نادرنامه به نقل از میرزا مهدی استرآبادی منشی و مورخ دوره افشاریه نوشته شده است که علیقلی خان با دستور نادر مامور سرکوب شورش سیستان شد؛ ولی خود یاغی گردید. نادر در تهران از یاغی گری علیقلی خان آگاه می شود و چون در حق او الطاف و مساعدت های بی شمار داشته از شورش او بسیار آشفته حال می شود.
کشیش سباستین مارگریت مقدس در تاریخ ۱۷۴۷/۸/۱۶ در نامه‌ای از جلفا نوشت: نادر به مشهد مرکز خراسان رفت و در آنجا در ستمگری افراط کرد و دستور داد ۷ برج خیلی بلند از سرهای افراد بسازند. او دستور داده بود دو فرزند علیقلی خان برادرزاده خود را زنده زنده دفن کنند و چشمان مادر و همسر او را درآوردند.

## پادشاهی
نادرشاه بعد از منقلب شدن احوال ایران به جهت رفتارش، محافظت قلعه مشهد را به میرزا سید محمد متولّی سپرد. او هفت هزار افغانی را جهت محافظت از مشهد در خدمت وی گذاشت و خود به سمت خبوشان رفت. بعد از قتل نادرشاه، میرزا سید محمد همگی آن‌ها را از شهر خارج کرده و جماعت قزلباش را جهت محافظت از شهر تعیین نمود و علی‌قلی خان را از سیستان طلبید، نصرالله میرزا و امام قلی میرزا فرزندان نادرشاه از چناران، در هفت فرسخی مشهد، آمده بودند و از میرزا سید محمد خواهش کردند که داخل شهر بشوند چون قزلباش‌ها و مردم ایران از نادرشاه و فرزندانش ناراضی بودند و فرزندان نادرشاه به قلی خان افغان و عطاخان ازبک متوسّل شده بودند که در آن وقت با هفتاد هزار نفر در حوالی شهر جام جمع شده بودند و اگر بار دیگر پسران نادرشاه با کمک آن‌ها بر ایران مسلط می‌شدند قتل عظیمی در خراسان و سایر شهرها روی می‌داد و چون علی‌قلی خان با قزلباش رابطه خوبی داشت لذا دادن قلعه مشهد به علی‌قلی خان را به صلاح دانستند. بعد از آن که علی‌قلی خان به نزدیکی مشهد رسید میرزا سید محمد به استقبال او آمده و در همان روز در مشهد او را به تخت سلطنت نشاند و نام او به علی‌شاه عادل شاه شهرت یافت. عادل شاه در اعلامیه‌ای که صادر کرد مسئولیت قتل نادرشاه را بر عهده گرفت. او خزائن نادرشاه را از کلات به مشهد انتقال داد که در حدود پانزده کرور بود (هر کرور ۵۰۰ هزار تومان) و همه را به اطرافیان بخشید.
کشیش سباستین مارگریت مقدس معاون اسقف در تاریخ ۱۷۴۷/۸/۱۶ از جلفا نوشت: علی‌قلی خان، برادرزاده نادرشاه اکنون با نام عادل شاه حکومت می کند. کشیش دامیان، مبلّغ کاپوسن، به عنوان پزشک به او خدمت می‌کند و امید می‌رود که تحت حکومت جدید کشور و ساکنان آن نفسی به راحتی بکشند. زیرا وی دستور داده است که طی ۳ سال آینده مالیاتی نباید پرداخت شود.
وی پس از رسیدن به پادشاهی، نیروی کوچکی را برای تصرف کلات فرستاد. دژ کلات تقریباً غیرقابل نفوذ بود، اما نیروهای او در نهایت با استفاده از یک نردبان باقی‌مانده در لبهٔ یکی از برج‌ها، به قلعه نفوذ کردند، که نشان می‌دهد آن‌ها از درون قلعه کمک می‌شدند. افراد عادل‌شاه شانزده نفر از نوادگان نادرشاه را قتل‌عام کردند که شامل سه پسر نادرشاه، پنج پسر رضاقلی میرزا و هشت پسر نصرالله میرزا بود. دو پسر نادرشاه، نصرالله میرزا و امام‌قلی میرزا به همراه شاهرخ نوهٔ نادرشاه (که در آن زمان ۱۴ سال داشت) با موفقیت فرار کردند، اما به‌زودی در نزدیکی شهر مرو دستگیر شدند. در حالی‌که دیگران اعدام شدند، شاهرخ تنها کسی بود که با استفاده از نسب صفوی خود، امان گرفت. او در عوض به کلات بازگردانده شده، در آن‌جا زندانی شد و اخباری دروغین در مورد مرگ او منتشر شد.
عادل‌شاه، ماندن و عیش و نوش در مشهد را ترجیح می‌داد و برادر کوچک‌تر خود ابراهیم‌خان را به فرمانداری اصفهان و اطراف آن منصوب کرد. ابراهیم‌خان، که در نواحی مرکزی، جنوبی و غربی حکومت می‌کرد، اعلام استقلال کرد و به کمک پسرعموی خود، اصلان‌خان افشار، والی آذربایجان برای سرکوب برادرش حرکت کرد. دو برادر در فاصلهٔ میان سلطانیه و زنجان به هم رسیدند. در این نبرد، عادل‌شاه شکست خورد، بسیاری از سپاهیانش به ابراهیم‌خان پیوسته و بقیه متفرق شدند. عادل‌شاه به تهران گریخت، اما توسط امیر اصلان‌خان دستگیر و به ابراهیم‌خان تحویل داده‌شد. ابراهیم‌خان سرانجام دستور به کور کردن عادل‌شاه داد. وی به مشهد برده شد و در آن‌جا به درخواست شاهرخ و مادر نصرالله میرزا اعدام شد.
گفته شده‌است که آقا محمدخان قاجار به دستور وی مقطوع‌النسل شده‌است.